# Голубая дорога
Голубая дорога (фин. Sininen tie, швед. Blå vägen, норв. Blå vegen) — международный туристический маршрут, связывающий Норвегию, Швецию, Финляндию и Россию.

## Общие сведения
Маршрут длиной более чем в 2000 км получил своё название в связи с тем, что большей частью проходит по берегам рек и озёр вдоль исторических водных путей сообщения. Маршрут начинается у Атлантического побережья Норвегии (Му-и-Рана), проходит по территории Швеции, Финляндии, России и заканчивается в Пудоже (Республика Карелия, Россия)

## Маршрут в России
В России маршрут проходит по территории Республики Карелия с запада на восток, в широтном направлении — от границы с Финляндией (контрольно-пропускной пункт Вяртсиля) до границы с Архангельской областью (Пудожский район). Это территории Сортавальского, Питкярантского, Суоярвского, Олонецкого, Пряжинского, Прионежского, Кондопожского, Медвежьегорского и Пудожского районов.
Подробнее познакомиться с объектами маршрута в Карелии можно на сайте bluehighway.ru
Международный проект Голубая дорога пришёл в Карелию в 1992 году. Благодаря проекту разработан туристский маршрут из Скандинавии через Карелию в Архангельскую область, с целью ознакомления с культурно-историческими достопримечательностями Карелии.

## Маршрут общий
- Норвегия

E 12 Му-и-Рана
- Швеция

E 12 Стуруман — Люкселе — Умео
- Финляндия

3 Вааса 16 Лайхиа E 12Кюуярви — Куопио 77 Вийтасаари — Йоэнсуу — 9 Тохмаярви
- Россия

Вяртсиля A130 (Олонец) — Колатсельга — Палалахта — Куккойла — Юргилица — Ведлозеро — Щеккила — Кутчезеро — Крошнозеро — Маньга — Пряжа Р21 — Матросы — Половина — Петрозаводск — Кондопога — Медвежьегорск А119 — Повенец — Пудож

## Достопримечательности
| Страна    | регион                | Достопримечательности |
| --------- | --------------------- | --- |
| Норвегия  | Нурланн               | Атлантический океан Му-и-Рана Северный полярный круг Свартисен, ледник |
| Швеция    | Вестерботтен          | Стуруман, Виндельфьеллен (природоохранная зона), Хемаван и Тернабю (горнолыжные курорты) Зоопарк в Люкселе Умео, административный центр лена Вестерботтен Умеэльвен, река |
| Финляндия | Похьянмаа             | Вааса, административный центр провинции Похьянмаа Норра-Кваркен, Статус объекта Всемирного наследия (ЮНЕСКО) |
| Финляндия | Южная Остроботния     | Алаярви, В городе расположены здания, построенные по проектам Алвара Аалто |
| Финляндия | Центральная Финляндия | Вийтасаари, город |
| Финляндия | Северное Саво         | Куопио, портовый город в Финляндии, на озере Каллавеси, в системе озёр Сайма, административный центр провинции северное Саво Башня Пуййо, 75-метровая телевизионная башня в городе Куопио Тахко, горнолыжный курорт и круглогодичный туристический центр на озере Сювяри в Нильсия в городе Куопио |
| Финляндия | Северная Карелия      | Музей шахты Оутокумпу Йоэнсуу, административный центр провинции Северная Карелия у устья реки Пиелисйоки Пюхяселькя, озеро входящее в Сайменскую систему |
| Россия    | Республика Карелия    | Ладожское озеро, крупнейшее пресноводное озеро в Европе Валаамский монастырь, ставропигиальный мужской монастырь Русской Православной Церкви, расположенный на островах Валаамского архипелага в Карелии Петрозаводск, столица и самый крупный город Республики Карелия Кижи, Статус объекта Всемирного наследия (ЮНЕСКО) Онежское озеро, второй по величине пресноводный водоём в Европе Кондопога, первый российский курорт «Марциальные воды», природный заповедник «Кивач» Медвежьегорск, Беломорско-Балтийский канал, захоронения жертв политических репрессий в Сандармохе Пудож, Онежские петроглифы, Водлозерский национальный парк |

## Галерея

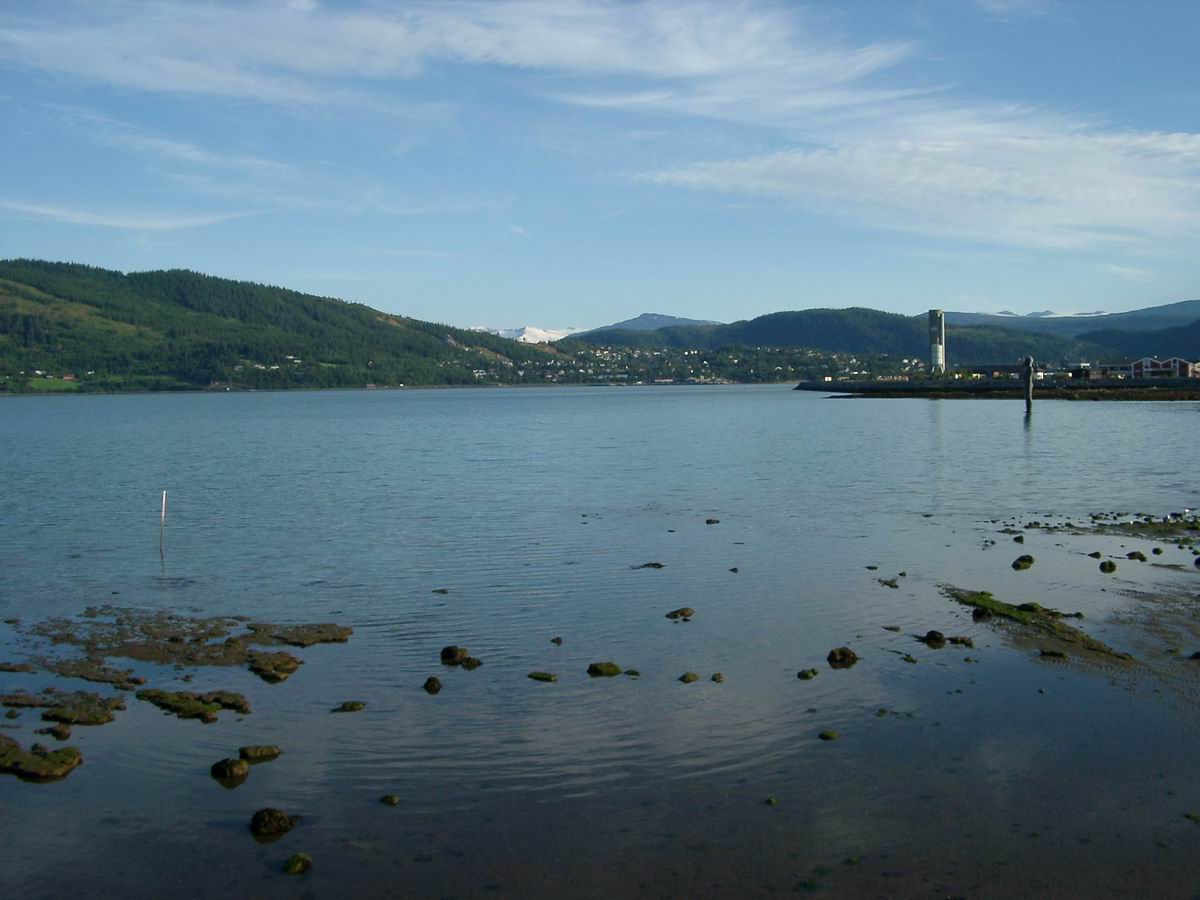
Му-и-Рана, Норвегия
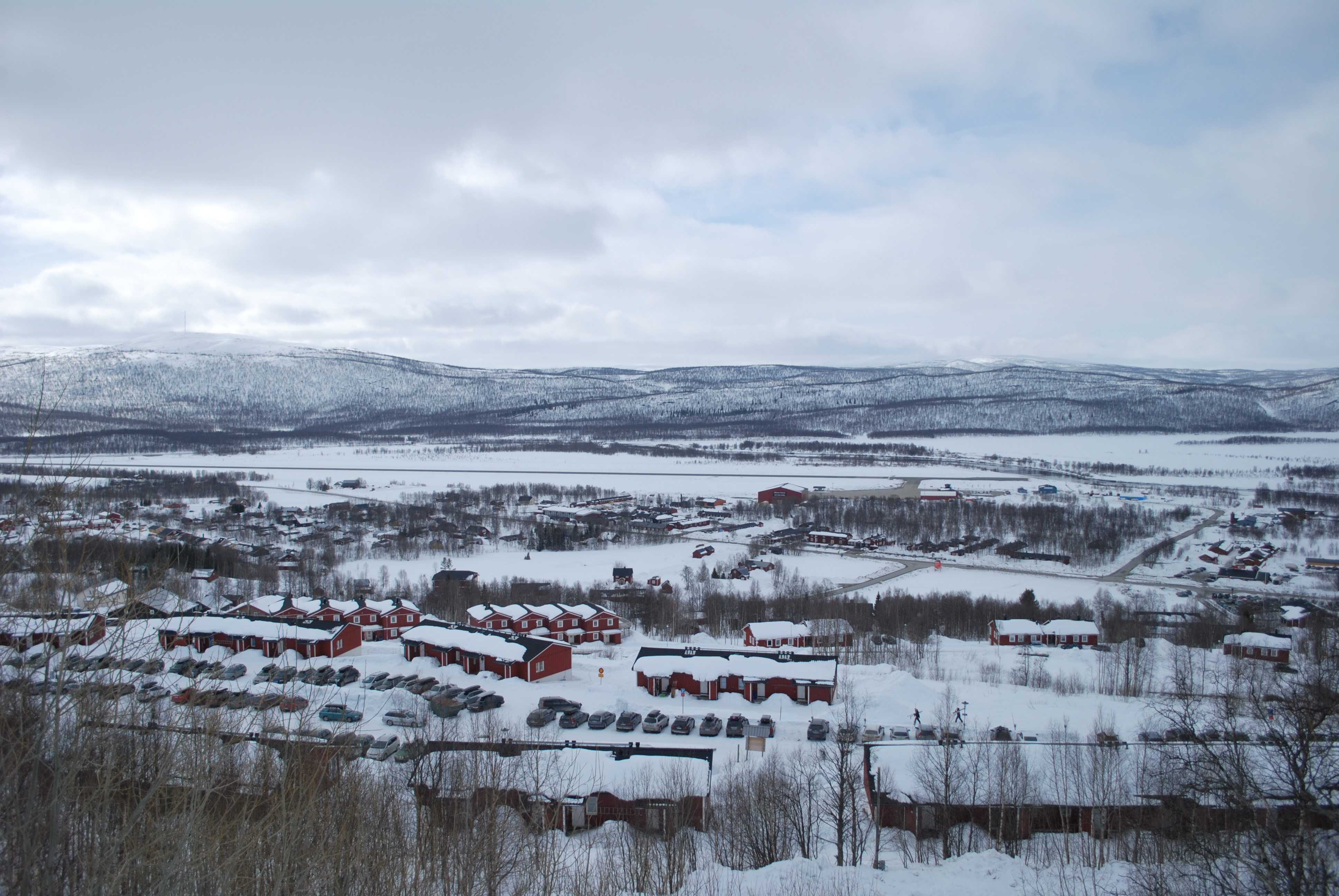
Хемаван, Швеция
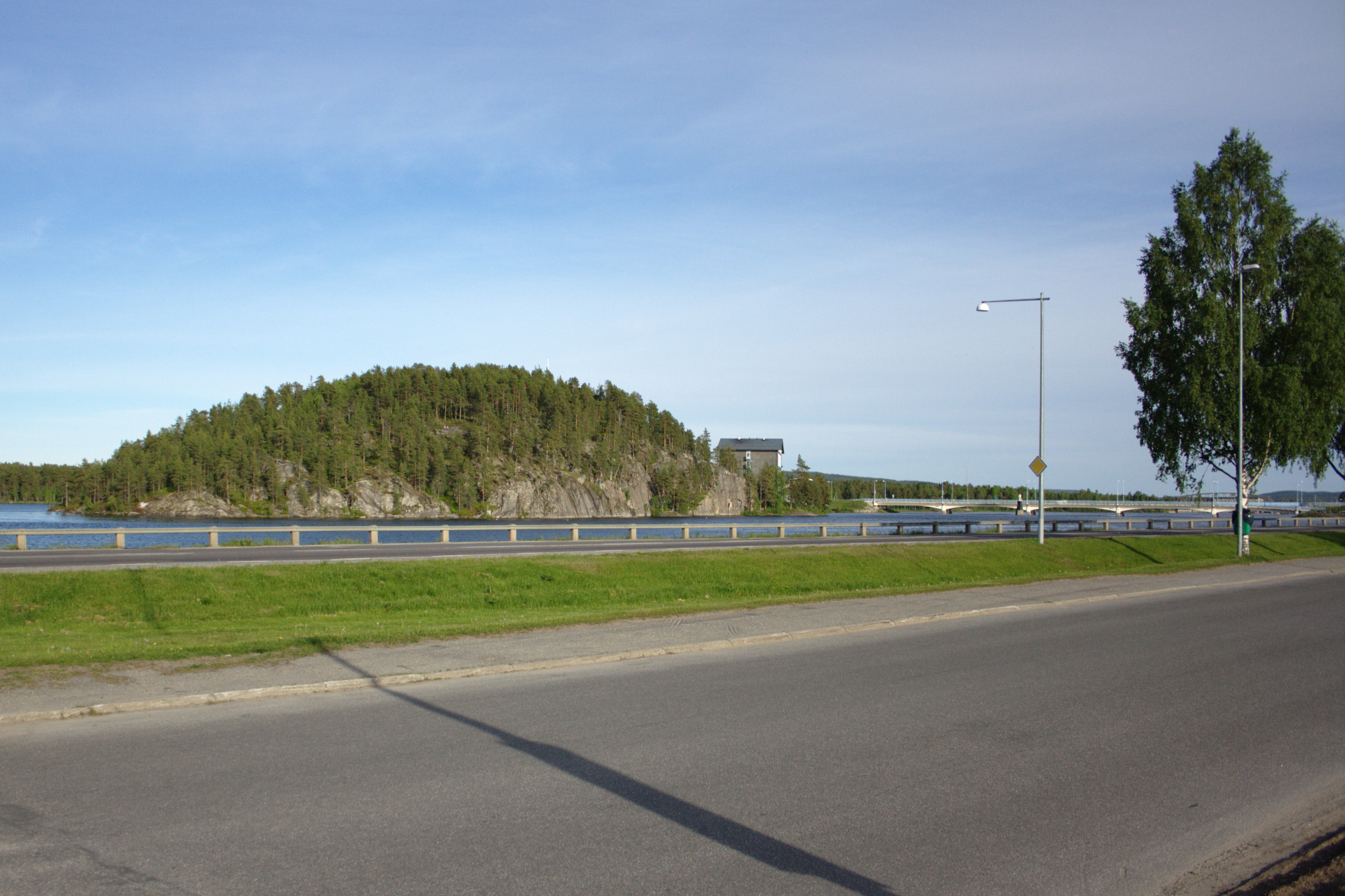
Люкселе, Швеция
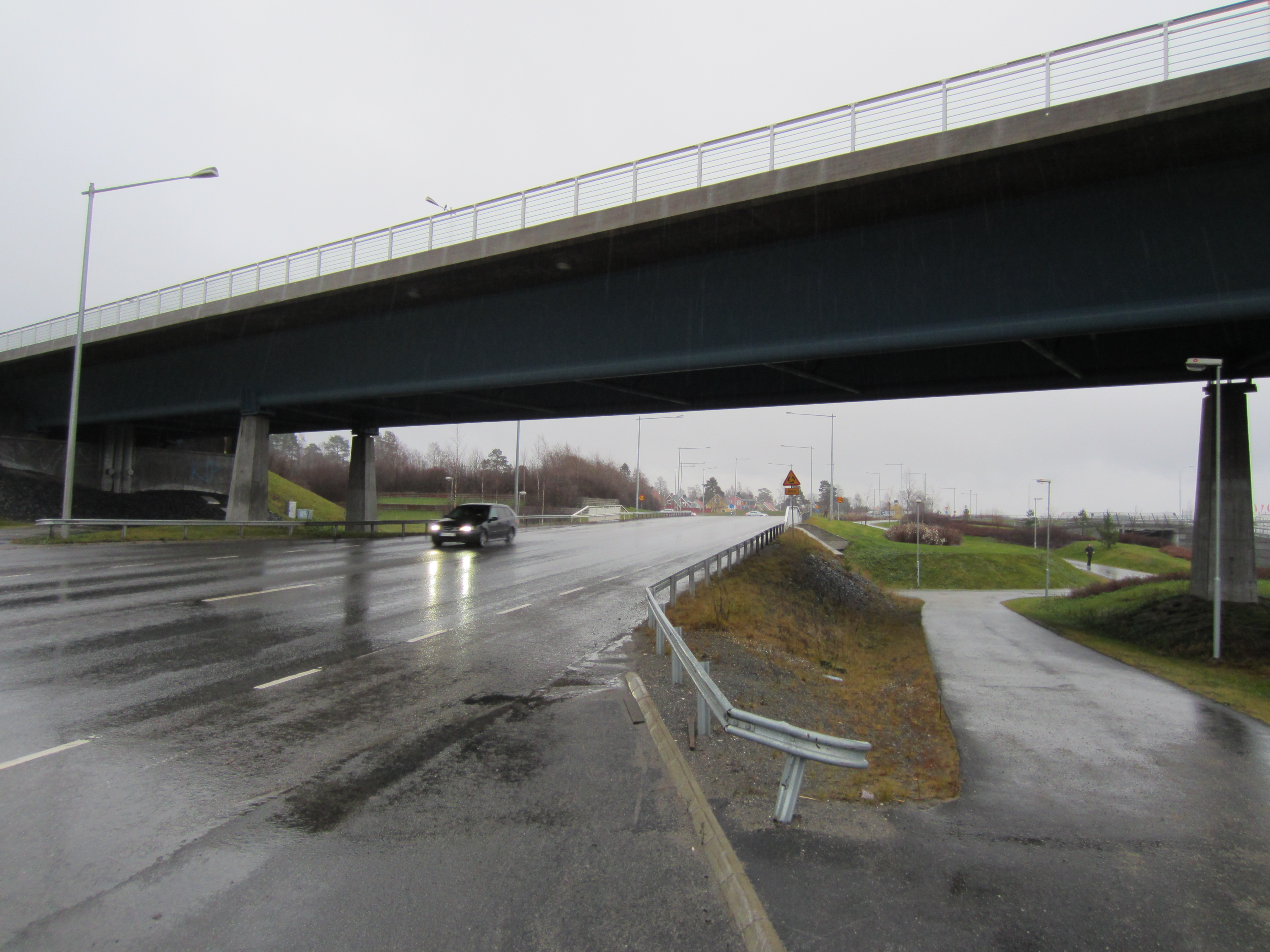
Умео, Швеция
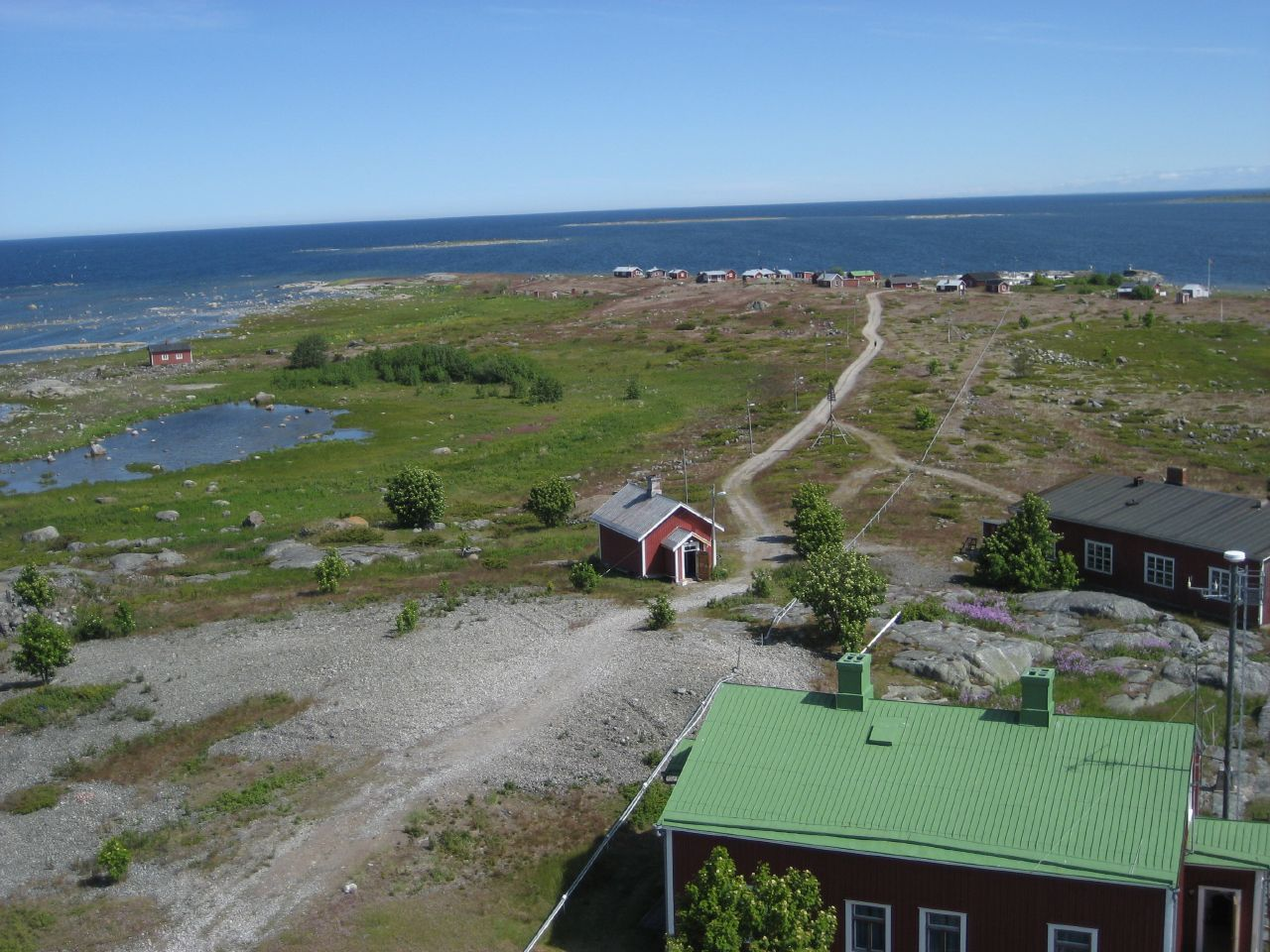
Кваркен, Финляндия
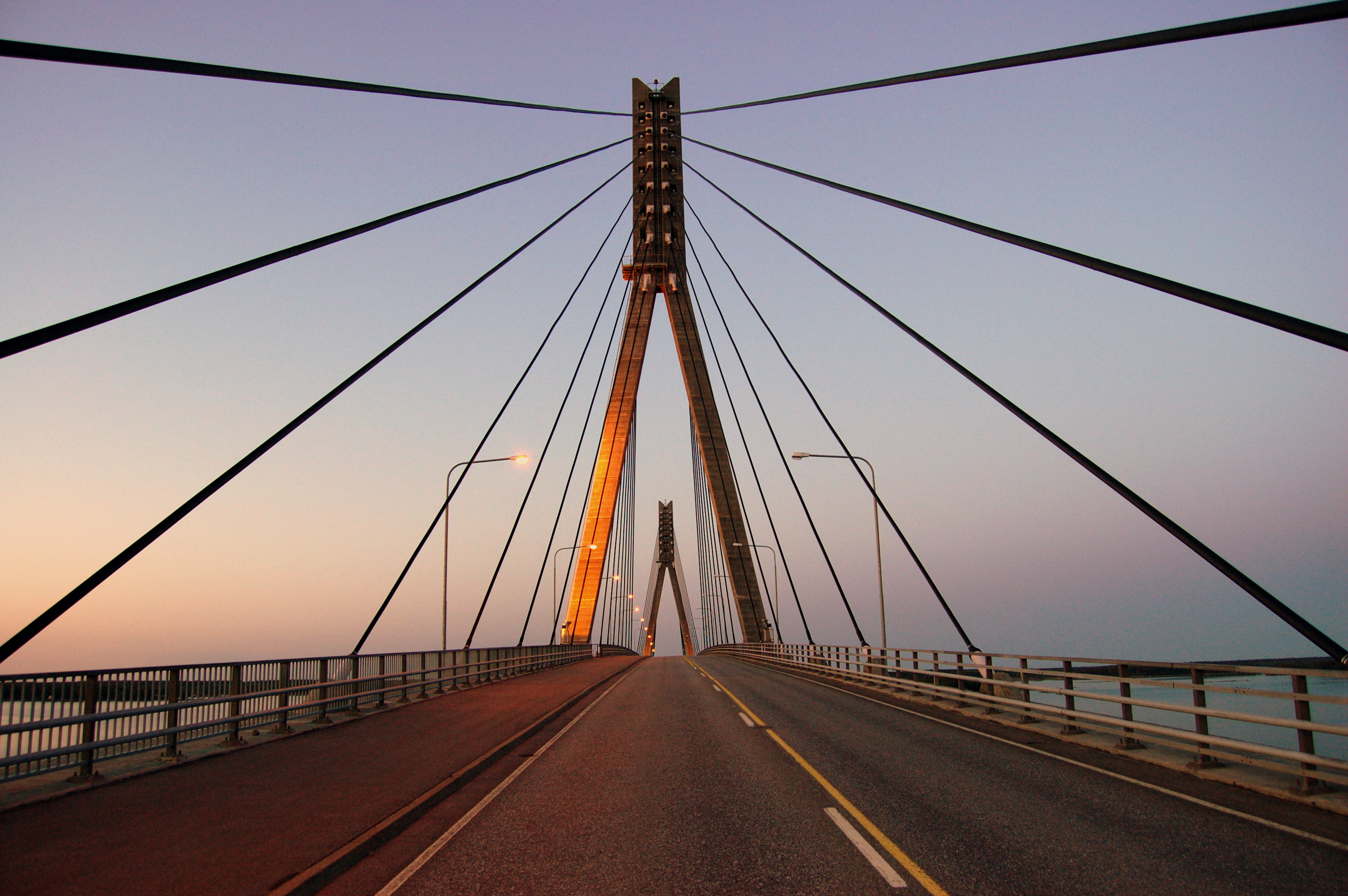
Мустасаари, Финляндия
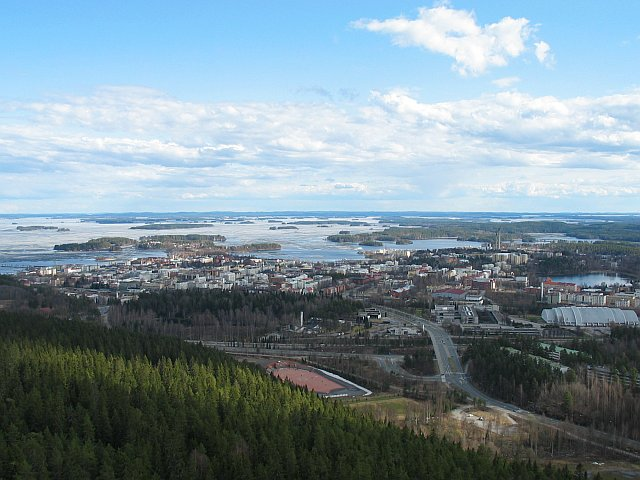
Куопио, Финляндия
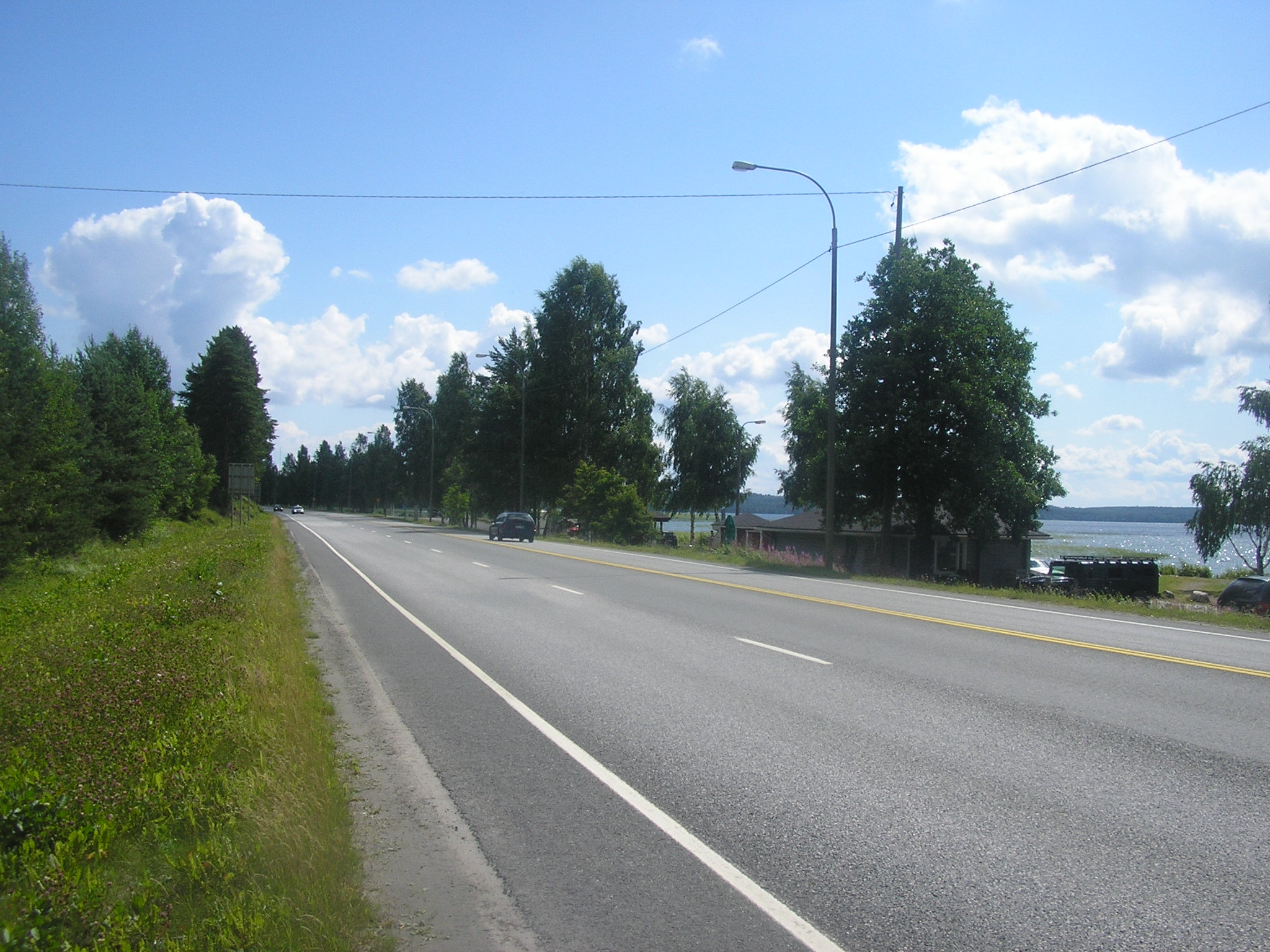
Липери, Финляндия
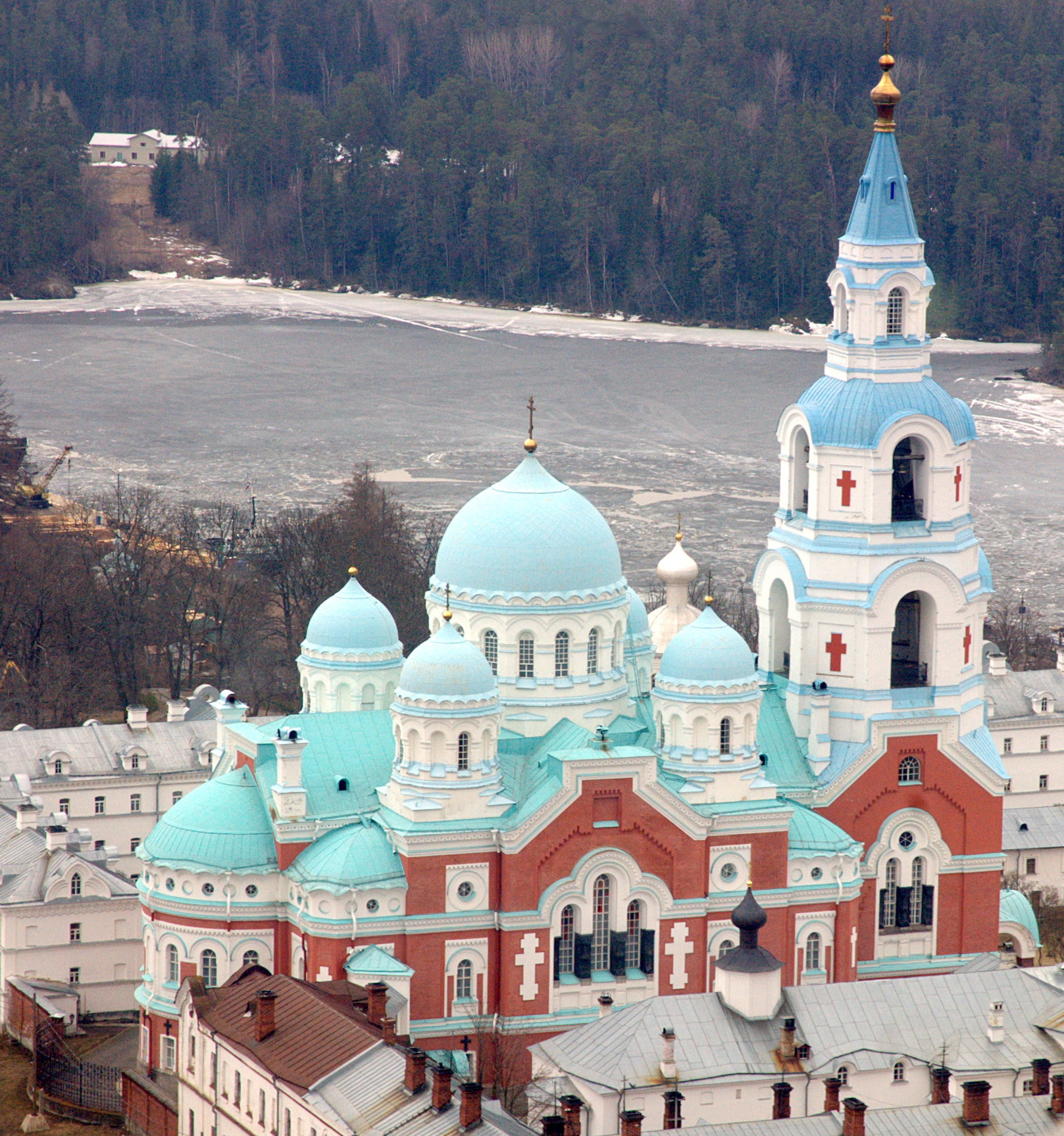
Валаамский монастырь, Карелия, Россия
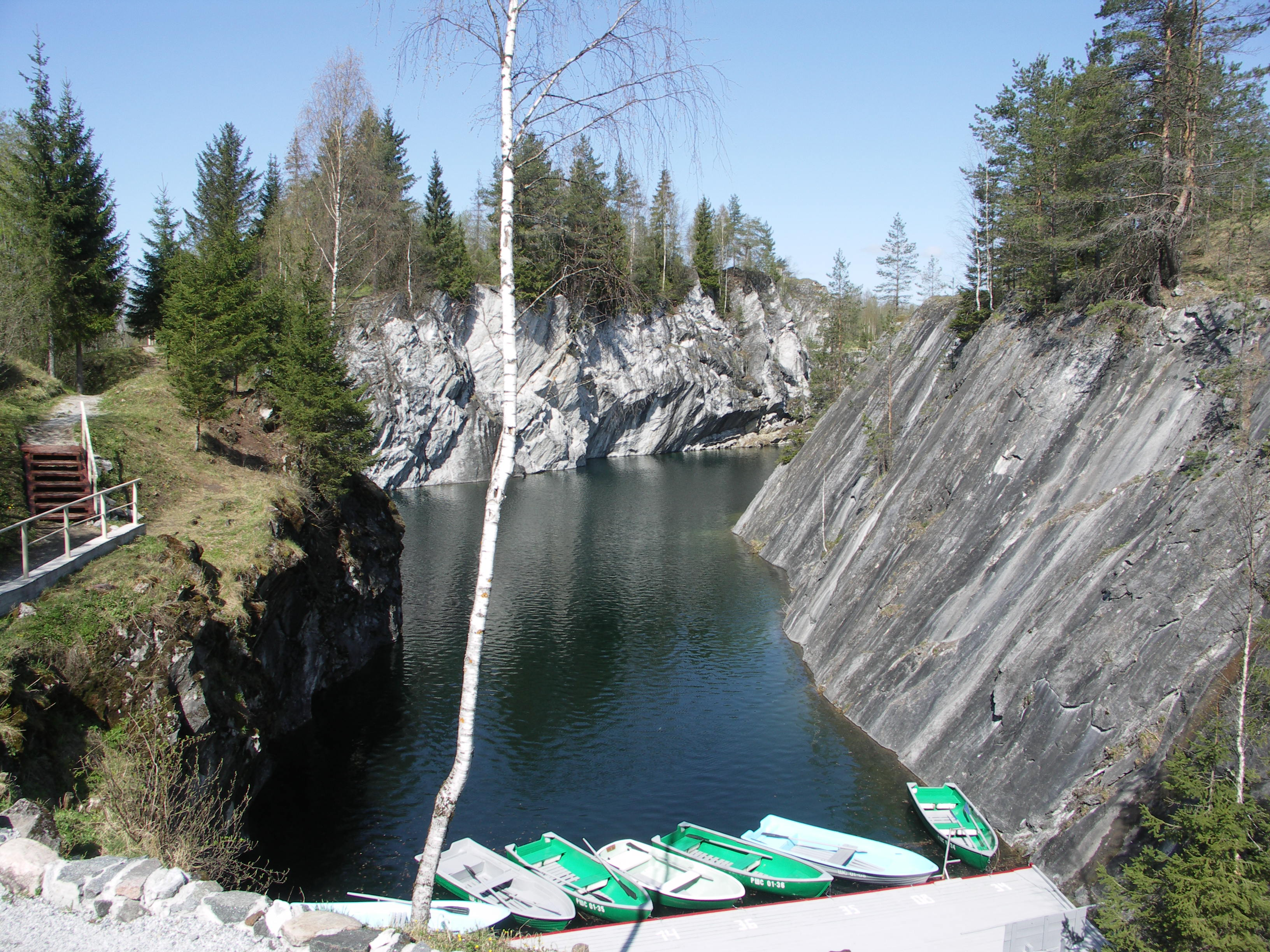
Рускеальский горный парк, Карелия, Россия
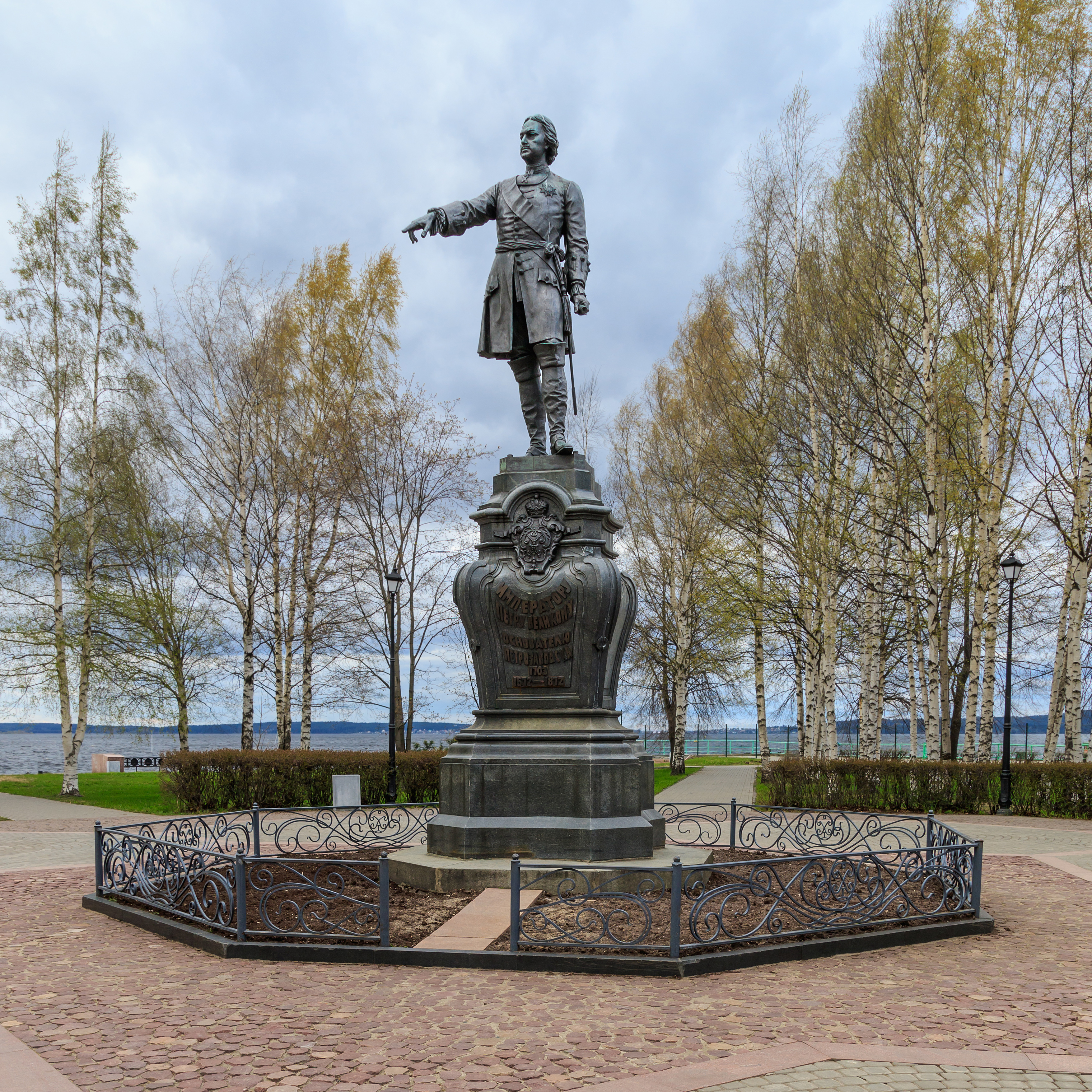
Памятник Петру I (Петрозаводск), Карелия, Россия
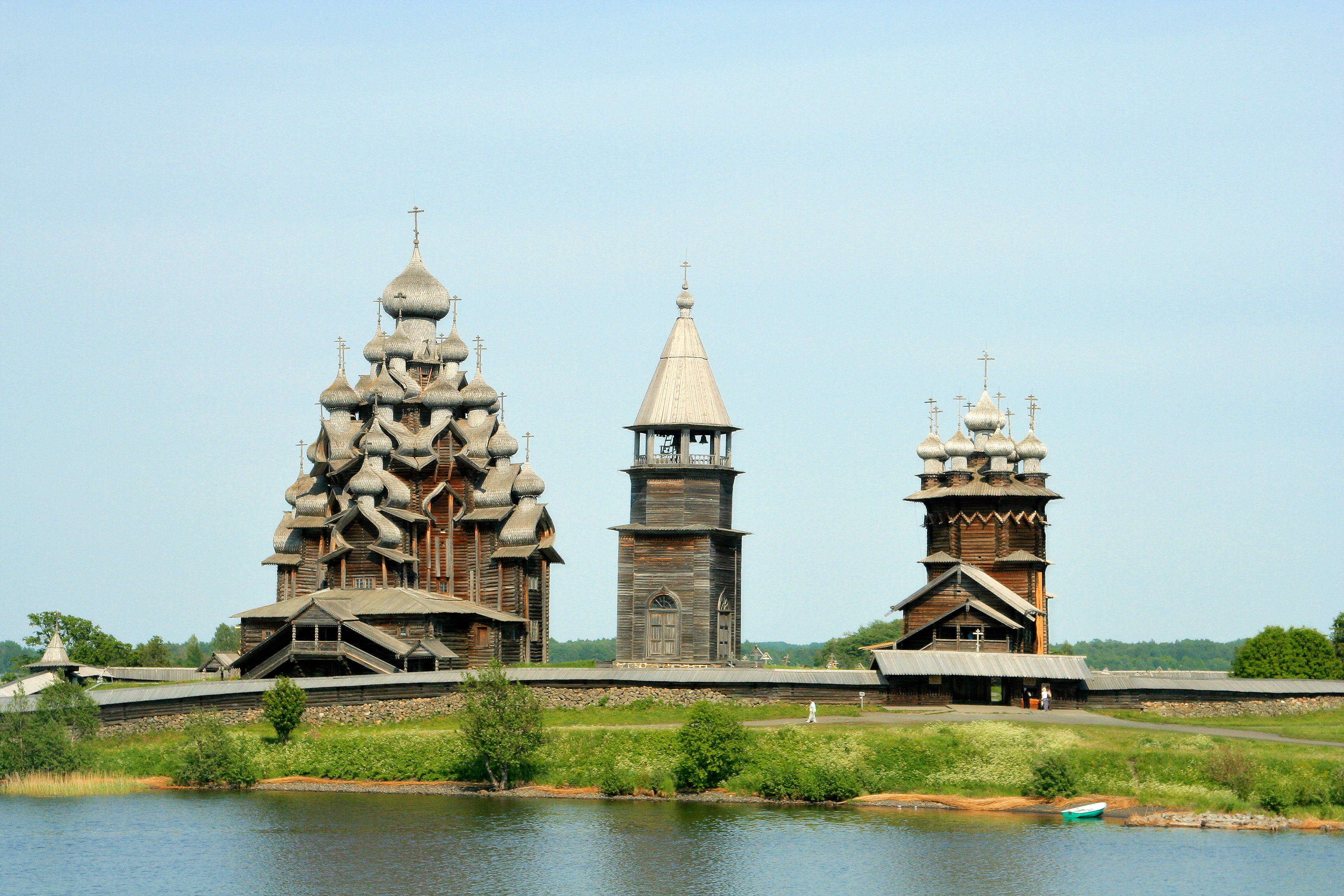
Кижи, Карелия, Россия
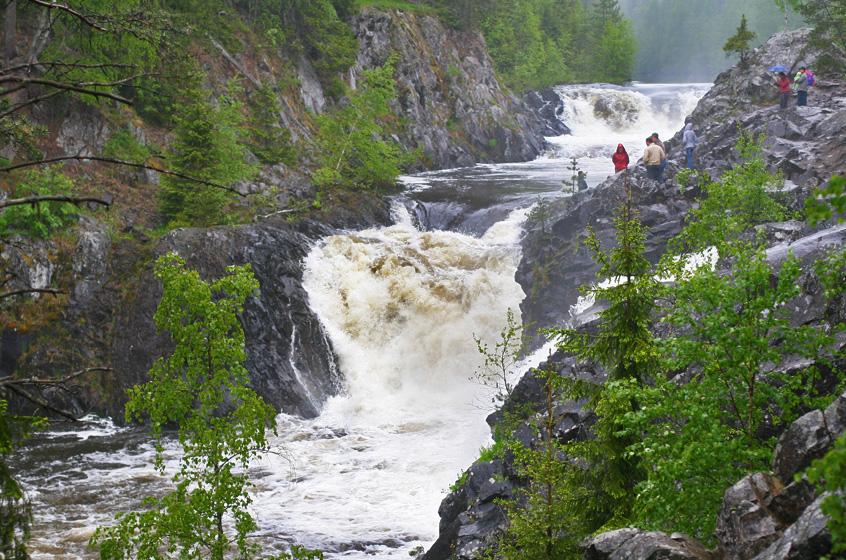
Водопад Кивач, Карелия, Россия